# DIAURA
DIAURA（ディオーラ）は、日本のヴィジュアル系ロックバンド。2010年12月15日に結成された。

## 概要
前身バンドであったヴァルナの解散後、ヴォーカルのyo-kaとギターの佳衣が2人で始動した。ベースやドラムの正式メンバーがいないまま2人で始めた理由として「ヴァルナはメンバー同士の関係性が思うようにいかず失敗した為、同じ方向を向いて音楽をやれる人とだけバンドをやりたかった。」とyo-kaは語っている。
バンド名のDIAURAは「Dictatorial Aura」の略称とした造語。元々はyo-kaがバンド名を考えた際に「アルファベットのDから始まる名前が強そう」という理由から響きが良いDIAURAと名付けたが、所属事務所の社長から意味を問われた際に後付けで、Dictatorial Aura（独裁的な雰囲気）の略とした。結果的にこのバンド名に引っ張られる様にしてバンドの方向性を見出していき、独裁的オーラを放つ、ヴィジュアル系シーンを”独裁すること”がバンドコンセプトとなった。フロントマンであるyo-kaをバンドマスターとし、ファンは愚民と呼ばれている。
ライブでの定番曲であるMASTERの演奏前には「お前達のマスターは誰だ!」「yo-ka!」という掛け合いがある。9月3日は愚民の日と銘打って毎年様々なイベントが行われている。
曲づくりは、楽曲ごとにコンセプトが設定されており、メロディについては、メイン作曲家・佳衣のもと、多くが佳衣・yo-kaの共同作業により生み出されている。豊かな音楽性とヴィジュアル系ロックの王道とも言えるメロディアスな歌メロが特徴で、曲の良さと見た目の格好良さが評価されているバンドである。オフィシャルファンクラブ名は愚民党。

## メンバー
yo-ka（ヨーカ） - ヴォーカル
10月31日生まれ、福島県出身、A型、愚民党「総裁」
ディオーラ活動時の表記は妖華。
DIAURA全ての楽曲の作詞、旋律を担当。
佳衣に次いで作曲も多数行なっている。愛称は「マスター」
yo-kaのヴォーカルの特徴としてオリジナリティ溢れる声質を活かした表現力に優れ、ライブではアドリブを多用する。また、しばしば客席へ降りファンを煽る姿が見られる。
佳衣の作曲センスを絶賛しており、ヴァルナ時代は敢えて作曲を行なっていなかったがDIAURA始動にあたり自らも進んで作曲を行うようになる。「ギターソロ好き」を公言しており、yo-kaの作曲した曲の多くに後半ギターソロが組み込まれている。対して佳衣の作る楽曲はギターソロが少ない。
特に影響を受けたアーティストはPIERROTでありキリトの大ファンである。
初めてライブを見たヴィジュアル系バンドはLa'Mule。
以前はメガマソのローディーを勤めており、インザーギをとても尊敬している。
筋肉質であるが、特に鍛えている訳ではない。
親に貰った身体だからとの理由でピアスは開けておらず、タトゥーも入れていない。
DのASAGI、GOTCHAROCKAの樹威と共に東北三兄弟というトリオを組んでいる。
佳衣（ケイ） - ギター
2月7日生まれ、青森県出身、O型、愚民党「幹事長」。
最年長でリーダーであり天才。
ディオーラ活動時の表記は禊-kei-。
バンド内で最も多くの作曲を担当しており、佳衣の作った曲にyo-kaが歌メロ(旋律)を乗せていくというのがバンドの基本スタイルである。
また、バンドのSEも彼によるものである。ライブではコーラスを担当。
DIAURAはツインギターではないが、ギターが1人でもツインギターに負けない音作りを目指している。ヴァルナ時代はギターが2人体制であったが、それによって佳衣の独自性が削がれ上手くいかなかったこともあり、1人で自由にやった方が良いという考えに至ったとのことである。
影響を受けたアーティストはLaputa。
ESPミュージカルアカデミー出身。
翔也（ショウヤ） - ベース
1月31日生まれ、埼玉県出身、B型、愚民党「書記長」
ディオーラ活動時の表記は処飢夜。
ヴィジュアル系以外の音楽から影響を受けている（パンク系）。
ESPミュージカルアカデミー出身。
DIAURA結成当初はサポートメンバーとして参加していた。yo-kaと佳衣に初めて会ったときの印象は「怖そう」と思ったとの事で、サポートの話も断るつもりであったが、2人の音楽に対する熱を信じ、後に正式メンバーとなる。ライブではコーラスも担当。
達也（タツヤ） - ドラムス
3月28日生まれ、栃木県出身、A型、愚民党「ウグイスボーイ」
ディオーラ活動時の表記は龍耶-tatsuya-。
数は少ないが作曲も行なっている。影響を受けたアーティストはLUNA SEA。ESPミュージカルアカデミー出身。初代ドラムス担当の勇が療養中にサポートメンバーとして参加。勇が脱退後、正式メンバーとなる。
達也の加入にあたりバンド始動初期の数曲は再録音源が制作され、「失翼の聖域」「DICTATOR」に至ってはミュージック・ビデオも制作された。
後の「INCOPLETE」発売にあたり、達也加入以前の主要な曲が再録される。

### 旧メンバー
勇（ユウ） - ドラムス
サポートメンバー→正式加入
2012年10月10日脱退。

## 来歴
2010年12月、yo-kaと佳衣により結成。
2011年1月19日に444枚限定として「失翼の聖域」のDemo Singleを発表。3月23日にサポートベースだった翔也が正式メンバーとして加入。8月にサポートドラムの勇が正式メンバーとして加入となるが、腕の靱帯断裂のため、2012年5月5日の公演を最後に活動休止、同年10月10日に脱退。
2013年4月1日に達也が正式メンバーとなり、「DIAURA再生計画 -Project of Reborn-」が慣行された。12月29日に、バンド初となるホールライブ「完全独裁領域渋谷公会堂」を敢行。
2014年9月3日、ファンの日とされる「愚民の日」に、東京・新宿アルタ前広場（新宿ステーションスクエア）にてゲリラライブを行い、ファン2000人が集まった。
2015年1月31日「Vanishing the Triangle Vision」ツアー最終公演として、中野サンプラザホールにてライブを敢行。11月30日にDIAURAのカードコレクションゲームアプリがリリース。
2016年1月22日「Route of Infection」ツアー最終公演として、Zepp DiverCity東京にてライブが行われた。
2017年2月18日「Dictatorial Garden Nakano-beyond the resistance」と題して、2度目の中野サンプラザホールでのライブが行われた。同日、9月3日（愚民の日）にDIAURA史上最大キャパシティとなる豊洲PITでライブを行う事を発表。当日は先述通り、「Dictatorial Garden Toyosu -unbreakable decision-」と題された豊洲PITでのライブが行われた。
2018年4月、 当バンドのメンバーによるコンセプト・バンドとして「ディオーラ」始動。2018年7月11日に1stシングル「運命開花」のリリースが決定。同年11月1日に行われる新宿BLAZEでのワンマンライブを以て活動休止となるが、2019年9月3日に再始動が発表された。
2019年9月  レーベル「N.D.G」（Neo Dictatorial Garden）を設立した。

## ディスコグラフィ

### 参加作品
| 発売日        | タイトル                                                      | 規格品番   | 収録曲                        |
| ------------- | ------------------------------------------------------------- | ---------- | ----------------------------- |
| 2012年5月23日 | Counteraction -V-Rock covered Visual Anime songs Compilation- | VICB-60088 | 6.endless loop                |
| 2014年3月26日 | V-ANIME collaboration -homme-                                 | TKCA-74051 | 4.Shangri-La（yo-kaのみ参加） |
| 2014年3月26日 | SADS RESPECT ALBUM 『M』                                      | GEI-001    | Nightmare                     |
| 2014年5月14日 | V-ANIME collaboration -femme-                                 | TKCA-74059 | 2.オレンジ（yo-kaのみ参加）   |

## ラジオ
- FM-FUJI 『DIAURAのDictatorial Radio』[9]（2013年8月 - 2014年3月）
- RADIO3 『みちのくダヴルドラゴン』[10]（2019年8月 - ）

## タイアップ
- 「MOMENT」 映画『セブンティーン モータース』主題歌 [11]